# August Wilding von Königsbrück

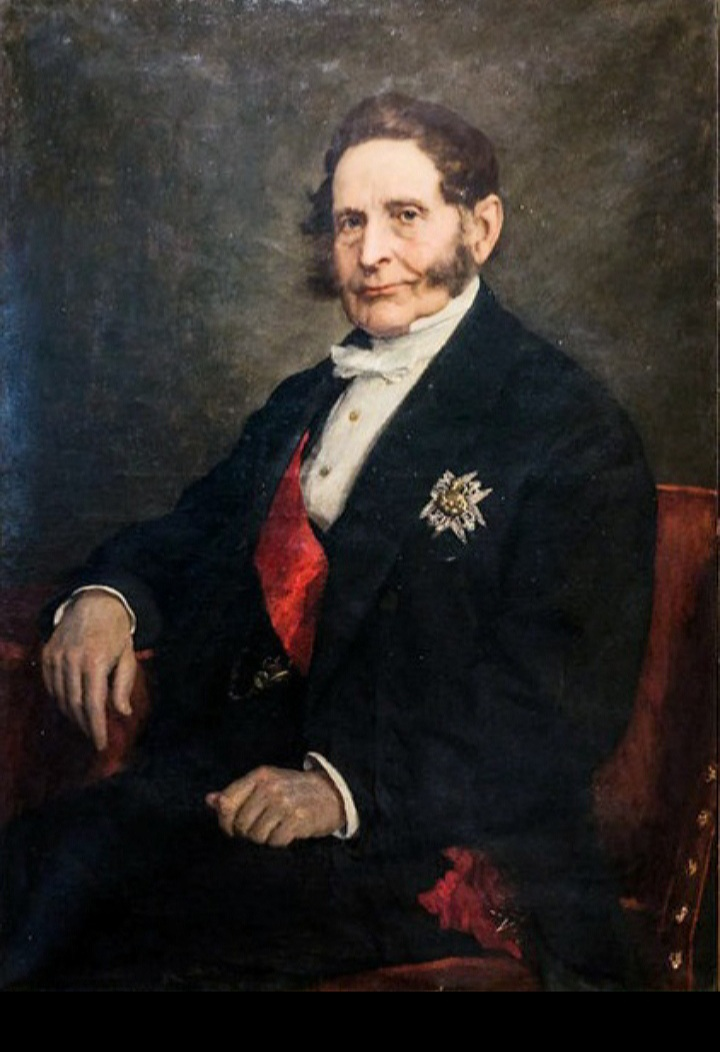
August, Graf Wilding von Königsbrück

Friedrich August Theodor Wilding, seit 1857 Graf Wilding von Königsbrück (* 17. Dezember 1829 in Hannover; † 22. November 1900 in Dresden), war ein deutscher Standesherr und sächsischer Landtagsabgeordneter.

## Leben
Er war der Enkel des hannoverschen Hauptmanns Ernst Otto Georg Wilding (1757–1813) aus Uelzen, und Neffe des Fürsten Georg Wilding von Butera und Radali, dessen Bruder und Erbe Ernst Wilhelm Wilding (Augusts Vater) im Jahre 1856 die Standesherrschaft Königsbrück erwarb. Der König von Sachsen verlieh Ernst Wilhelm Wilding, nachdem dieser sich verpflichtet hatte, über die Standesherrschaft Königsbrück zum Erhalt des dauerhaften Besitzes derselben in seiner Familie ein Familienfideikommiss zu errichten, am 28. April 1857 den Grafenstand des Königreichs Sachsen unter dem Namen Graf Wilding von Königsbrück. Am 31. August 1857 wurde Ernst Graf Wilding von Königsbrück als erster Standesherr in den Oberlausitzschen Landtag eingeführt.
Im Jahre 1863 übernahm August Wilding die väterliche Herrschaft Königsbrück, die er dreißig Jahre später – ungeachtet des 1857 vom König von Sachsen geforderten Erhalts im Familienbesitz – an den finanzkräftigen Karl Robert Bruno Naumann weiterverkaufte und sich in Dresden zur Ruhe setzte. Wilding von Königsbrück saß 1872 im Verwaltungsrat der Sächsischen Bank in Dresden.
Mit Übernahme der Herrschaft Königsbrück trat August Graf Wilding von Königsbrück automatisch in die Erste Kammer des Sächsischen Landtags ein, die er fortan bis zum 1893 erfolgten Verkauf als Vertreter dieser Oberlausitzer Standesherrschaft dort vertrat. Ebenso war er als Standesherr Mitglied der Oberlausitzer Provinzialstände.

## Familie
August Graf Wilding von Königsbrück heiratete zuerst am 18. Januar 1853 Mathilde Gronow und ließ sich später von ihr scheiden. Diese Beziehung blieb ohne Nachfahren. In zweiter Ehe heiratete er am 22. Juni 1858 in Liestal in der Schweiz Angelik(c)a Maria Theresia, geborene Szylchra von Trzebinska (* 27. Mai 1831 in Warschau; † 7. September 1910 in Grochwitz). Aus dieser Ehe gingen folgende Kinder hervor:
1. Marie Gräfin Wilding von Königsbrück (* 8. April 1859).
2. Ernst[7] Georg August Graf Wilding von Königsbrück, Principe di Radali (* 9. Oktober 1861 in Dresden; † 18. März 1952 in Altenburg, Oberbayern), ⚭ 1891 in Dresden mit Marie, Tochter des Willy von Klenck, königlich sächsischen Majors, und der Kornelia, geb. Lawrence. Tochter: Frieda-Marie Gräfin Wilding von Königsbrück, * 1892.[8] (⚭ 1912 Alexander (* 1885), Sohn des Horst von Luttitz; Kinder u. a.: Marieluise Bernhard-von Luttitz und Horst Freiherr von Luttitz)
3. Auguste Marie Gräfin Wilding von Königsbrück (* 15. August 1867; † 5. Januar 1935 in Gera), Ehefrau des Landrats Camillo von Palombini (1862–1918), ihr Sohn ist Kraft von Palombini
4. Angelice Marie Therese Gräfin Wilding von Königsbrück (* 2. Mai 1870).[9]